# Macromitrium torquatum
Macromitrium torquatum là một loài Rêu trong họ Orthotrichaceae. Loài này được (Sw. ex Hedw.) Müll. Hal. mô tả khoa học đầu tiên năm 1845.